# Andebol dos Estados Unidos
Nos Estados Unidos o andebol, ou handebol - do inglês handball - é um esporte basicamente amador. Atualmente, ele é regido pela "USA Team Handball", que é uma espécie de confederação deste esporte no país.
Como representatividade internacional, é um esporte com pouca expressão, sendo um dos 5 esportes que o país nunca conquistou uma medalha sequer. Dos Jogos de Sydney 2000 até os do Rio 2016, por exemplo, a equipe não conseguiu se classificar para a competição. Segundo Mike Cavanaugh, presidente da USA Team Handball, "somos talvez o esporte olímpico mais pobre dos Estados Unidos".
Em Atlanta 1996, a equipe se classificou por ser do país-sede. A seleção masculina norte-americana foi convocada de uma maneira pouco convencional: a partir dos biótipos dos jogadores. Como o esporte não é popular por lá, foram convidados jovens atletas de basquete, beisebol e futebol americano que tinham altura, massa muscular e impulsão, mas não estavam indo bem nos esportes que praticavam. Os atletas treinaram por quatro anos e ficaram na nona colocação.
Visando aumentar a divulgação do esporte, em 2009 a Confederação dos Estados Unidos de Handebol promoveu um jogo das estrelas, com os melhores atletas do mundo, assim como alguns projetos já foram apresentados para o esporte crescer nos Estados Unidos.